# روث ويلسون
روث ويلسون (بالإنجليزية: Ruth Wilson)‏ مواليد 13 يناير 1982 في ميدلسكس، إنجلترا، هي ممثلة إنجليزية بدأت مسيرتها الفنية عام 2005. كما أنها من الفائزات بجائزة غولدن غلوب.

## الأعمال
- آنا كارنينا
- الحارس الوحيد
- إنقاذ السيد بانكس
- لوك
- أجاثا كريستي ماربل
- ذا بريزونر
- العلاقة

## وصلات خارجية
- روث ويلسون على موقع IMDb (الإنجليزية)
- روث ويلسون على موقع قاعدة بيانات الأفلام العربية
- روث ويلسون على موقع ألو سيني (الفرنسية)
- روث ويلسون على موقع تيرنر كلاسيك موفيز (الإنجليزية)
- روث ويلسون على موقع أول موفي (الإنجليزية)
- روث ويلسون على موقع قاعدة بيانات برودواي على الإنترنت (الإنجليزية)
- روث ويلسون على موقع قاعدة بيانات الأفلام السويدية (السويدية)
- روث ويلسون على موقع قاعدة بيانات الفيلم (الإنجليزية)
- روث ويلسون على موقع كينوبويسك (الروسية)